# Ficarra
Ficarra (Ficarra in siciliano) è un comune italiano di 1 282 abitanti della città metropolitana di Messina in Sicilia.

## Geografia fisica
Ficarra sorge sui monti Nebrodi, a 450 m s.l.m. in mezzo a boschi di ulivi e noccioli.
Il territorio è diviso su tre colline: in quella sud-occidentale vi è il centro (che a sua volta è sormontato dalla collina del convento, da quella della chiesa madre e da quella della fortezza carceraria). In quella a centrale le contrade di Serro, Crocevia e Pietra della Zita, in quella nord-orientale Matini. A nord, in pianura, vi sono Rinella, San Noto, Sauro. Le tre colline sono divise da due valli in cui scorrevano il torrente di Brolo e un suo affluente. La valle sud-occidentale, che divide il territorio di Ficarra da quello di Naso e Sinagra, è invece solcata dal torrente Naso (o Timeto). Dista circa 85 chilometri a ovest da Messina e circa 150 da Palermo.

## Origini del nome
Non è stata ancora accertata l'etimologia del nome. Degli studiosi ritengono che Ficarra derivi dalle numerose coltivazioni di fichi, ancora oggi presenti sul territorio: nelle carte geografiche del Seicento veniva indicato come La Ficara, che in dialetto messinese significa pianta di fico.

## Storia
La nascita di Ficarra mischia storia e leggenda. Secondo Diodoro Siculo furono i fenici a fondare Pallisa (che deriverebbe dalla dea Pallade), primo villaggio nel territorio dell'attuale Ficarra. I greci sicelioti avrebbero ricostruito il villaggio su una collina oggi chiamata Strummuli (forse sede di una necropoli scomparsa).
Il primo documento ufficiale è del 1082: un diploma del conte normanno Ruggero I di Sicilia in cui veniva citato il nome di Ficarra. Il paese attuale nacque attorno ad una fortezza saracena, citata nel 1198 dai registri di Messina. Sotto i Normanni, il centro nebroideo era un feudo che fungeva da riserva di caccia per i baroni. Sotto gli Svevi il territorio venne attribuito a Guglielmo Amico, che rimase in carica fino a quando Federico II di Svevia non morì e Ficarra gli fu tolto. La sua vedova, Macalda di Scaletta (1240 ca.-1308 ca.), e il secondo marito Alaimo da Lentini, protagonista dei Vespri siciliani, divennero i nuovi proprietari. La spregiudicata baronessa ebbe gravi contrasti con la Corona di Aragona per il possesso di questo feudo.
Caduti in disgrazia, Macalda e Alaimo persero il feudo, che fu assegnato a Ruggero di Lauria, erede di Guglielmo Amico. Ruggero era il comandante in capo della flotta del Regno di Sicilia e vinse alcune battaglie contro gli angioini. Ciò non impedì al re di confiscargli i beni, tra cui Ficarra, che venne assegnata al nobile Ugo Lancia di Brolo padre di Blasco Lancia e già signore di Mongiolino, Galati e Longi, che già rivendicava in detta terra di Ficarra un oliveto in contrada San Mauro, e che la di lui dinastia rimarrà in carica fino alla prima metà del Settecento. 
I Lancia governarono il paese fino al 1738, quando Girolamo III Lancia di Brolo dovette mettere all'asta la baronia. Ficarra fu venduta per 38 600 onze. Da quel momento, vari nobili hanno costruito dei palazzi nel centro del paese, tra cui il Palazzo Baronale di Ficarra, in cui tuttora si svolgono varie mostre stagionali.

### Simboli
Lo stemma e il gonfalone sono stati concessi con decreto del presidente della Repubblica del 18 marzo 1985.
Il gonfalone è un drappo di azzurro.

## Monumenti e luoghi d'interesse
Ficarra è un tipico paese medievale, che ha comunque subito molti rimaneggiamenti nel tempo. Il centro abitato è pieno di vicoli che si intrecciano con strade asfaltate, palazzi d'epoca si alternano a edifici di recente costruzione, senza tuttavia compromettere il fascino antico che avvolge il paese. Fu sotto i Lancia che il paese ebbe il periodo di massimo sviluppo. Di quell'epoca, rimangono tuttora i tre principali luoghi d'interesse del paese: il convento, la chiesa madre e la fortezza carceraria.

### Convento
Il Convento dei Frati Minori Osservanti di San Francesco risale al 1522. Utilizzato come biblioteca, poi, caduto in rovina, abbandonato nel 1885. Il chiostro venne utilizzato nel XX secolo per l'edificazione di un monumento ai caduti. Di esso rimane intatto un arco a pieno sesto.

### Santuario dell'Annunziata
Il Santuario dell'Annunziata è la chiesa madre, costruita nel XV secolo. Ospita la statua dell'Annunziata, probabilmente opera di Antonello Gagini.
La fortezza carceraria è caratterizzata da una pianta quadrata con basi a scarpa, possenti mura in pietra arenaria con merli a coda di rondine e aperta solo dal portale d'ingresso. È un imponente e austero edificio, situato sul colle più a sud. Le stanze sono in successione attorno al cortile. Di fronte all'ingresso vi è la cappella privata. Al centro del cortile, il pozzo è collegato ad una cisterna in cui arriva l'acqua piovana.
Nacque probabilmente come torre di avvistamento e nel 1500 fu ampliata e dotata di celle per adibirla a carcere. Distrutta per l'incuria e dalle bombe del 1943, dei due piani originari oggi ne rimane solo uno, recentemente ristrutturato, mentre il secondo è ridotto ad una terrazza panoramica da dove si può vedere buona parte del territorio Ficarrese e le isole Eolie. Vi si organizzano mostre d'arte. Nel 2011 è stato allestito al suo interno un piccolo museo del gioco medievale.
- Chiesa del Sacro Cuore o Badia
- Chiesa del Carmelo, edificata sui resti della chiesa di Santa Maria dei Greci, ed ex convento dell'Ordine carmelitano
- Chiesa di San Giovanni
- Chiesa di San Biagio
- Chiesa di San Marco
- Chiesa di San Sebastiano
- Chiesa delle Logge
- Chiesa di Santa Maria del Gesù e convento dell'Ordine dei frati minori osservanti, primitive strutture del monastero di Sant'Angelo già appartenuto ai religiosi della Regola di san Basilio (Convento dei Cento Archi)
- Chiesa di San Nicola o chiesa del Rosario, demolita

### Palazzi nobiliari
Dal Seicento sono stati costruiti molti palazzi; hanno tutti una pianta regolare, con balconi barocchi e portali con blasoni di famiglia per sottolineare lo status sociale. Fra i palazzi principali si segnalano i palazzi Busacca, Baronale, Piccolo, Ferraloro e Milio. Gli intagliatori della pietra ficarresi arenarie gli scalpellini, la cui attività dal Rinascimento era assai diffusa su tutto il territorio dei Nebrodi, hanno lasciato nell'edilizia anche minore di Ficarra un'importante testimonianza.

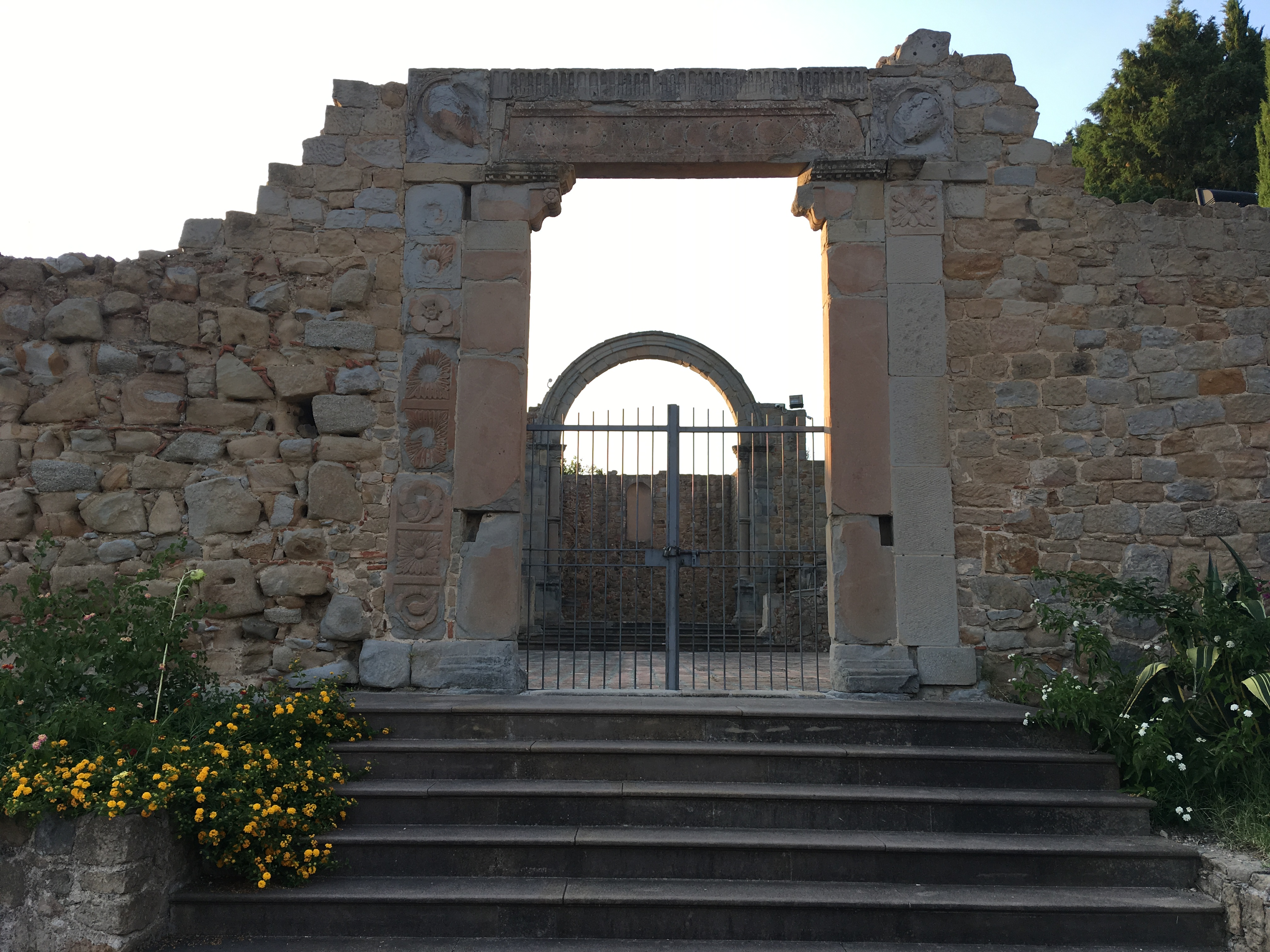
Resti del convento dei Cento Archi a Ficarra

## Società

### Evoluzione demografica
Abitanti censiti

Nel Cinquecento gli abitanti erano 1691, nel 1798 erano 1826, nel 1831 1932 e nel 1850 2275.

## Cultura

### Prodotti tipici
Tra i prodotti tipici della cucina di Ficarra, si ricordano:
- Olio di oliva della Cultivar "Minuta"
- il rosolio
- I Pasti i Mennula
- I Nuciddi
- I mennula nghiazzati
- I Biscotta Livitati o Biscotta duri

## Economia
Nel Cinquecento l'economia ficarrese era basata sull'agricoltura e sull'allevamento dei bachi da cui si produceva la seta. Oggi è comunque nell'olivo e nell'olio che si distingue, indiscutibilmente,l'agricoltura di questo paesino: ereditando un patrimonio olivicolo plurisecolare che ritualmente procura di padre in figlio un'eccellente produzione olearia.

## Amministrazione
| Periodo          | Periodo           | Primo cittadino  | Partito                            | Carica  | Note |
| ---------------- | ----------------- | ---------------- | ---------------------------------- | ------- | ---- |
| 6 febbraio 1993  | 29 novembre 1997  | Giuseppe Ridolfo | Partito Democratico della Sinistra | Sindaco |      |
| 30 novembre 1997 | 30 settembre 2000 | Antonio Mancuso  | Lista Civica                       | Sindaco |      |
| 26 novembre 2000 | 10 giugno 2006    | Carmelo Catena   | Lista Civica                       | Sindaco |      |
| 12 giugno 2006   | 28 maggio 2011    | Basilio Ridolfo  | Lista Civica                       | Sindaco |      |
| 30 maggio 2011   | 4 giugno 2016     | Basilio Ridolfo  | Lista Civica                       | Sindaco |      |
| 5 giugno 2016    | 9 ottobre 2021    | Gaetano Artale   | Lista Civica                       | Sindaco |      |
| 11 ottobre 2021  | in carica         | Basilio Ridolfo  | Lista Civica                       | Sindaco |      |

### Gemellaggi
- Vigevano

### Altre informazioni amministrative
Il comune di Ficarra fa parte delle seguenti organizzazioni sovracomunali: regione agraria n.8 (Colline litoranee di Patti).

## Galleria d'immagini

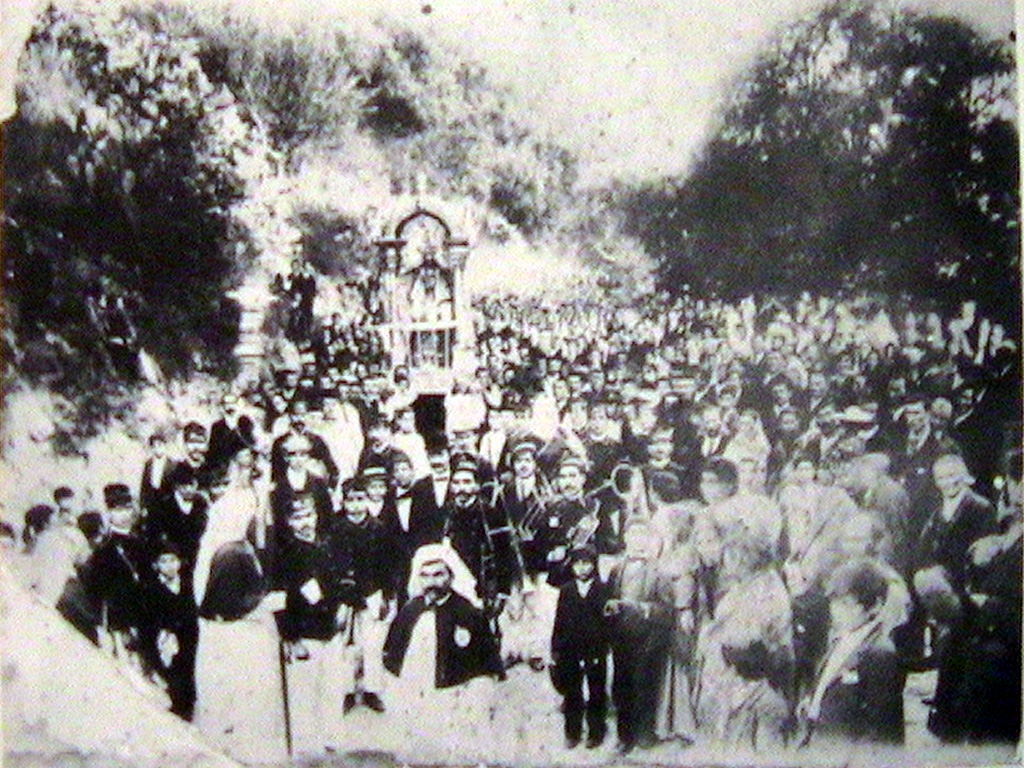
La processione della Madonna Ss. Annunziata del 3 agosto 1908.
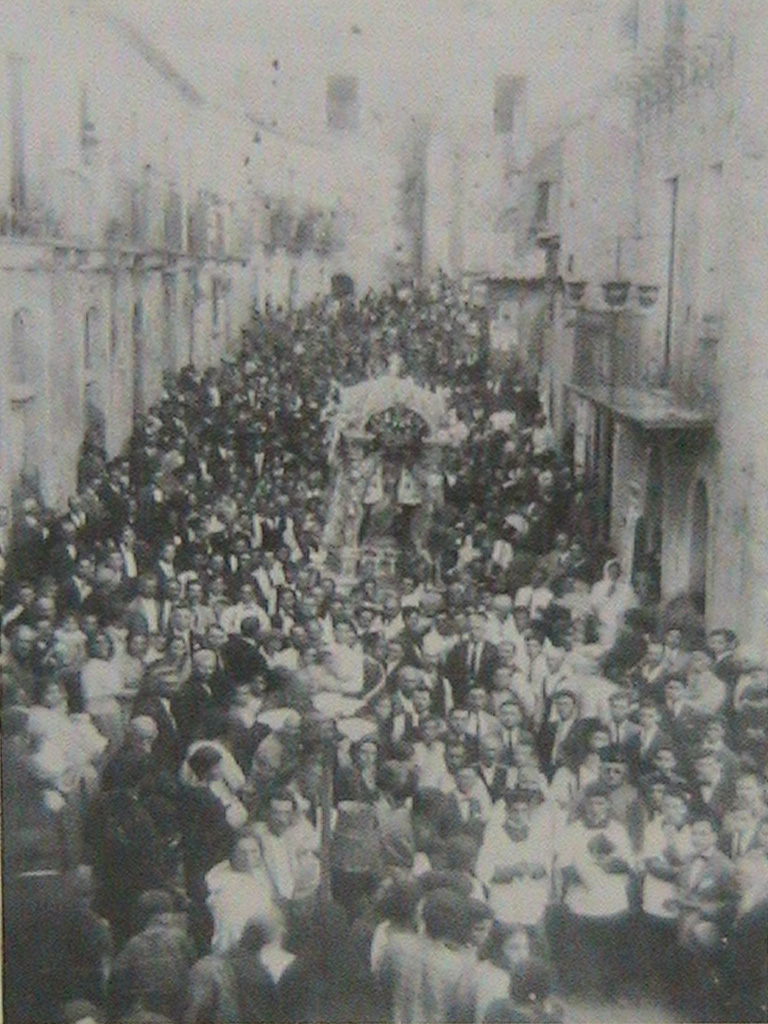
Processione della Madonna dell'Annunziata negli anni 1950
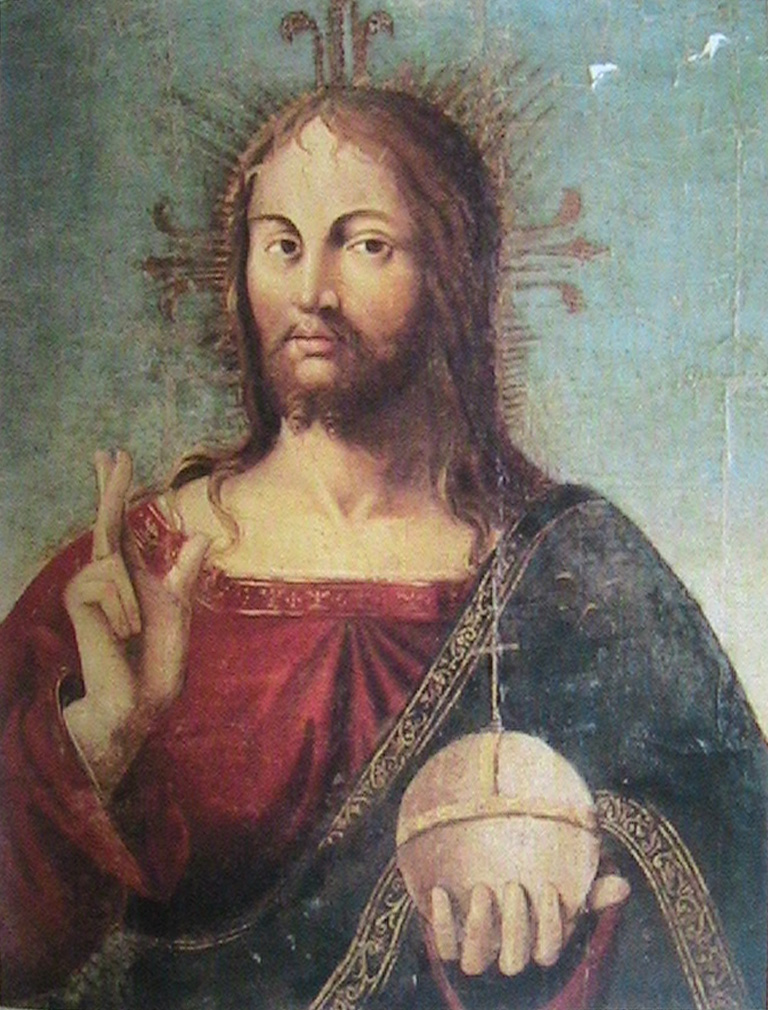
Cristo in un particolare del polittico di Antonello da Messina custodito nel Santuario dell'Annunziata
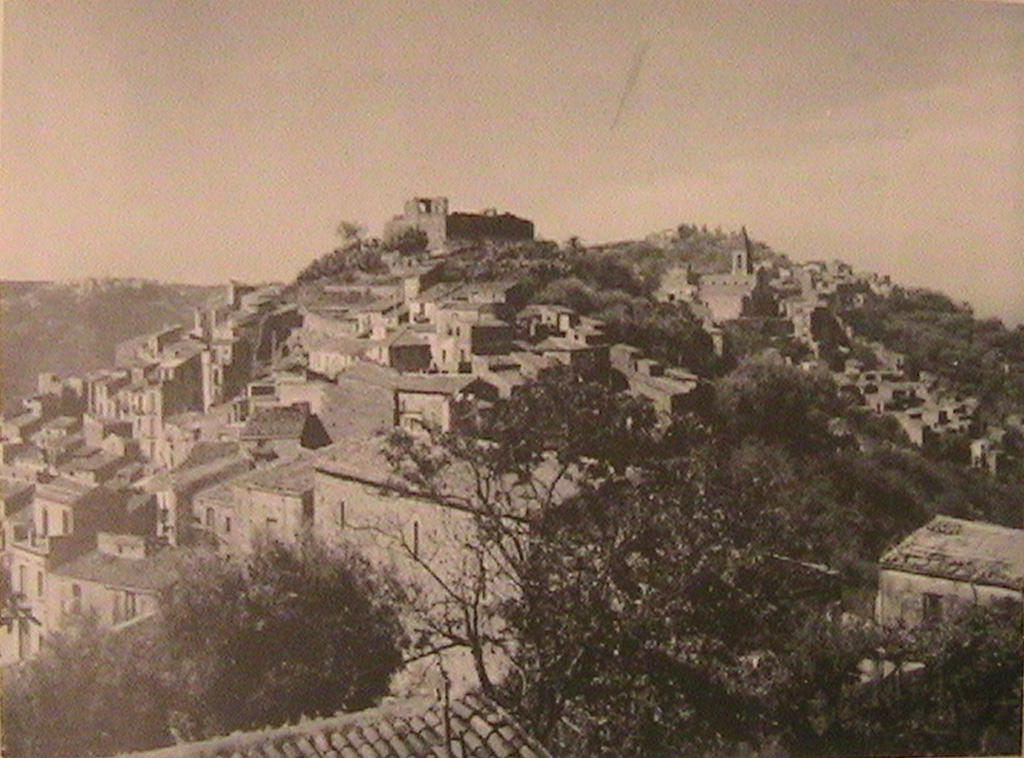
Veduta del comune di Ficarra negli anni 1950
La squadra di calcio di Ficarra negli anni sessanta
L'ingresso del Parco delle Rimembranze, all'interno del Convento dei Cento Archi
Un arco del Convento dei Cento Archi, a Ficarra (ME), prima della Seconda Guerra Mondiale